# Kartoffeltheorem
Als Kartoffeltheorem bezeichnet man die Redewendung „Nun sind die Kartoffeln da, nun werden sie auch gegessen“, in dem Sinne, dass ein Bedarf befriedigt wird, der gar nicht bestanden hat, sondern erst nachträglich erzeugt wurde. Es handelt sich beim Kartoffeltheorem um eine Art moderne Bauernregel der Ökonomie, die, häufig zitiert, keiner direkten Quelle zuzuordnen ist. Häufig wird es dem Autor Rolf Breitenstein zugeschrieben, der 1974 das Buch Das Kartoffel-Theorem. Der wahre Zusammenhang von Produktion und Verbrauch in Wirtschaft oder Was auf den Tisch kommt, wird auch gegessen veröffentlichte.
In Zitaten findet sich das Kartoffeltheorem in zahlreichen Abwandlungen:
- „Nun sind die Kartoffeln da, nun werden sie auch gegessen“.
- „Nun sind die Kartoffeln auf dem Tisch, nun werden sie auch gegessen!“
- „Die Kartoffel ist auf dem Tisch, also muss sie gegessen werden.“
- „Gegessen wird, was auf den Tisch kommt!“

In seiner geläufigsten Bedeutung spielt das Kartoffeltheorem auf die relativ späte Einführung der Kartoffel als Nahrungspflanze in Europa an. Obwohl die Pflanze bereits 1555 nach Europa eingeführt wurde, wurde sie zunächst wegen ihrer Seltenheit als Zierpflanze in botanischen Gärten verwendet. Erst mit Beginn des 18. Jahrhunderts begann der Anbau im großen Stil. Das Kartoffeltheorem suggeriert, dass nicht der Appetit auf Kartoffeln zu ihrer Einführung führte, sondern die Einführung der Kartoffel als Nahrungspflanze den Appetit hervorruft, ein Prozess, den man als „Schaffung eines Marktes“ bezeichnen könnte.
In diesem Sinne stellen die o. g. Abwandlungen, die den Zwang zum Verzehr betonen, eine Sinnverfälschung des Kartoffeltheorems dar.
Sehr häufig wird das Kartoffeltheorem als Vorlage zu Übertragungen oder Übersteigerungen verwendet, etwa:
- „Nun haben wir die Vorschrift gemacht, jetzt muss sie auch angewendet werden.“
- Das Kartoffeltheorem als Weltgesetz (Rudolf Engen): „Nun ist der Planet Erde da, nun wird er auch zu Sozialprodukt verarbeitet.“